# Legio I Adiutrix
La Legio I Adiutrix (Primera legión «auxiliar») fue una legión romana, creada en el año 68 por Galba por órdenes del emperador Nerón. Los símbolos de esta legión fueron el capricornio y el pegaso.

## Historia

### SigloI
El año de los cuatro emperadores, la I Adiutrix luchó primero al lado de Galba, su comandante, juntándose después a Otón, por quien sirvió en la primera batalla de Bedriacum. Vitelio decidió trasladarla al Sur de Hispania, para vigilar al rebelde Lucio Clodio Macro, quien controlaba el Norte de Áfica. 
En 70, después de la victoria de Vespasiano, la legión fue enviada para la Germania Inferior donde acababa de estallar la revuelta bátava. Mogontiacum (Maguncia, Alemania) fue el primer campamento permanente de la legión en asociación con la Legio XIV Gemina. Ambas legiones participaron en tareas de construcción de infrastruturas al mismo tiempo que garantizaban la seguridad de la frontera del Rin. En el 83 la legión participó en la campaña que el emperador Domiciano organizó contra la tribu germana de los Chatti. Aún en este reinado la I Adiutrix fue transferida hacia la provincia de la Pannonia, en la frontera del Danubio.

### SigloII

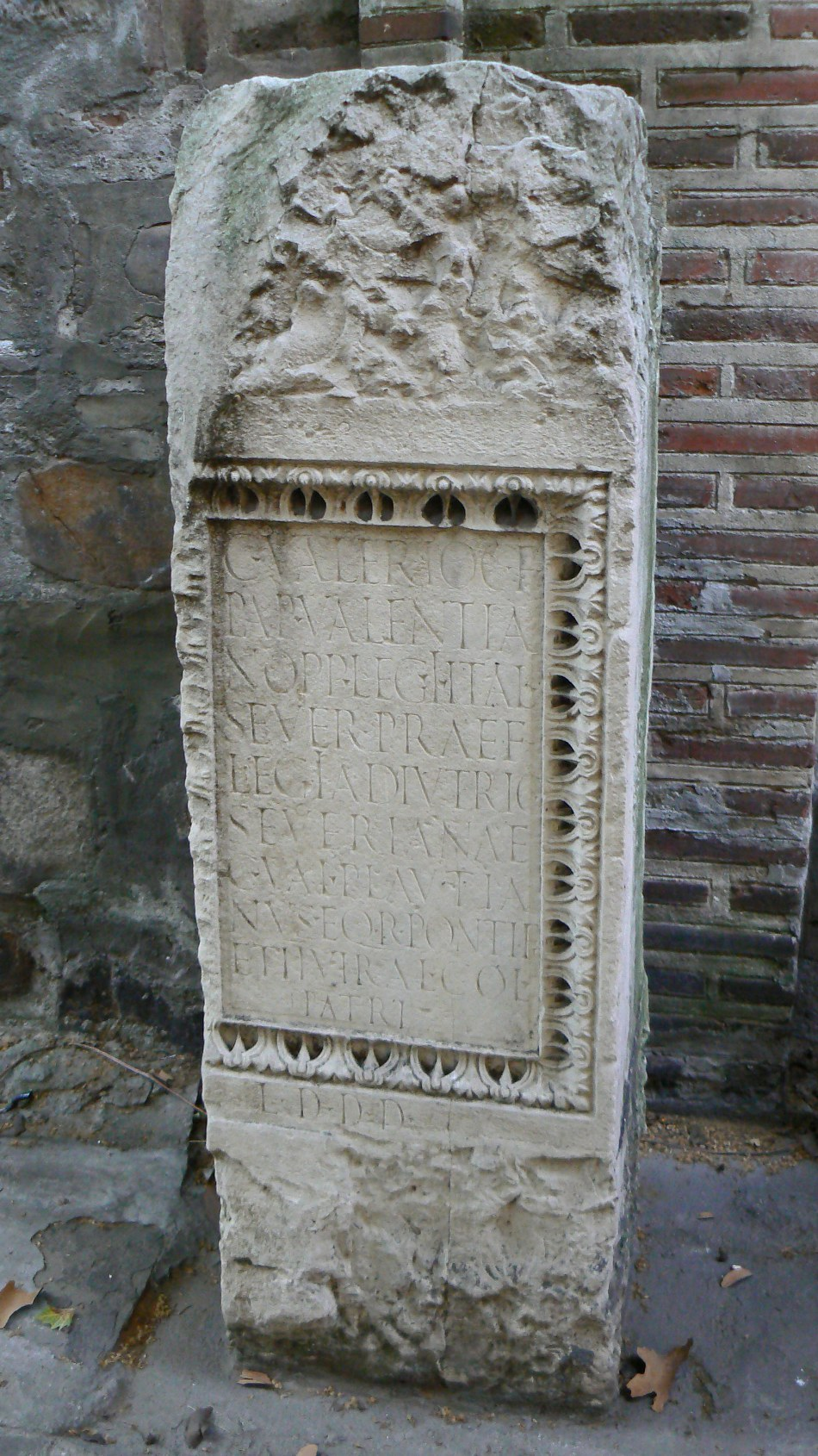
Inscripción honoraria procedente de Sofía (Bulgaria) dedicada al Praefectus castrorum de la Legio I Adiutrix C. Valerius Valentianus, quien prestó servicios en esta legión bajo Severo Alejandro.

En el periodo confuso que siguió al asesinato de Domiciano en el 96, la I Adiutrix desempeñó un papel importante al exigir a Nerva juntamente con el restante ejército del Danubio, que adoptara Trajano como sucesor. Cuando Trajano se hizo emperador atribuyó el sobrenombre de Pia Fidelis (leal y fiel) a la legión como agradecimiento de su apoyo. Entre los años 101 y 106 ya bajo la tutela del nuevo emperador, la I Adiutrix y la Legio IV Flavia participaron en la conquista de la Dacia. En la década siguiente la legión sirvió de guarnición en esta nueva provincia. Trajano usó después la I Adiutrix en sus campañas del 115-117 contra el Imperio persa. En el reinado de Adriano la legión fue transferida de nuevo para la Pannonia, donde permanecería hasta el final de su historia, acuertelada en el campamento de Brigetio (Szony, Hungría).
Entre los años 171 y 175, la I Adiutrix fue comandada por Pertinax, usurpador de la corona imperial por algunos meses en el 193. Más tarde, apoyó la subida al trono de Septimio Severo. 

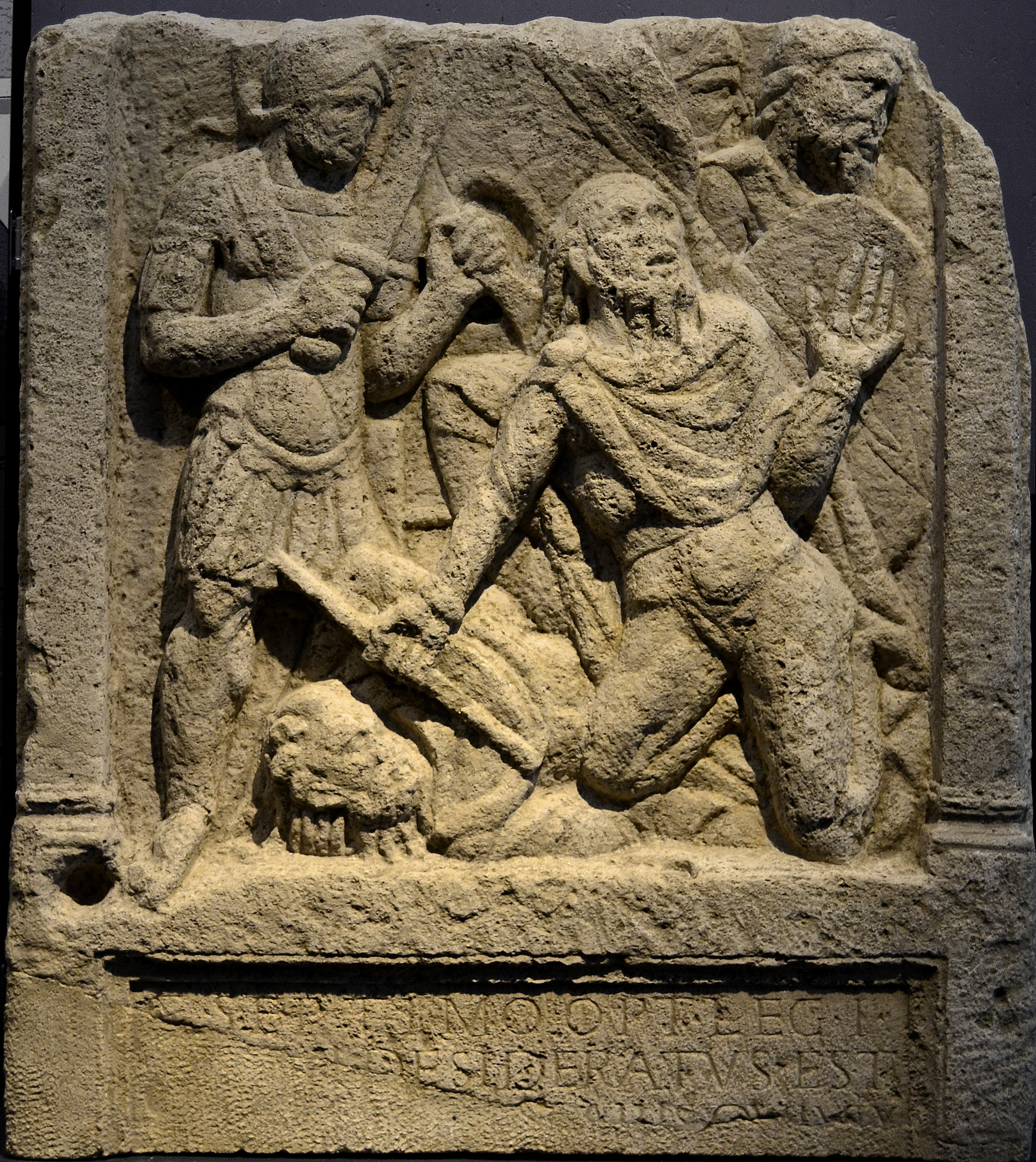
Inscripción funeraria del optio de la Legio I Adiutrix Aelio Séptimo, quien participó en las guerras contra cuados y marcomanos a las órdenes del futuro emperador Pertinax y se hizo retratar en su tumba luchando victoriosamente contra varios guerreros germanos, ilustrando su participación y la de su unidad en estas cruentas guerras.

### SigloIII
A lo largo del siglo III, la legión permaneció en el Danubio pero acompañó diversas campañas en Persia, expresamente las comandadas por Septimio Severo en el 195 y 197-198, por Caracalla en el 215-217 y Gordiano III en el 244. 
Por el siglo III, la legión recibió los sobrenombres de Pia Fidelis Bis (doblemente leal y fiel) y Constans (confiable), posiblemente en la secuencia de una de las múltiples tentativas de usurpación que ocurrieron en este periodo.
Probablemente, algunas de sus vexilationes participaron en la batalla de Mediolanum (260).

### SiglosIVyV
Se desconoce el destino final de la unidad, ya que las fuentes son muy escasas en los siglos IV y V. El último registro de la actividad de esta legión data del año 444, cuando se encontraba estacionada en Brigetio (moderna Szöny) en la provincia de Panonia.